# Czarna Hańcza
Czarna Hańcza este cel mai important râu din Pojezierze Suwalskie, afluent al râului Neman, cu o lungime de 142 km (dintre care 108 km pe teritoriul Poloniei). Izvorul acestuia se afla în dealurile produse de morene, la sud de Wiżajna. 

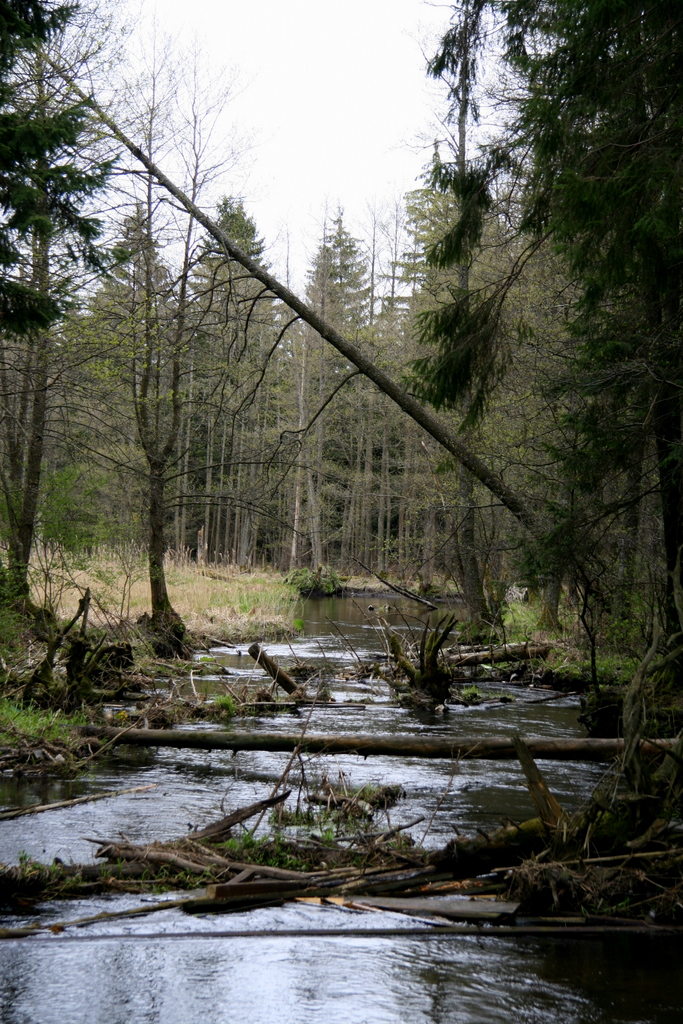

În cursul superior, trece prin cel mai adânc lac polonez, Hańcza (108,5 m) iar mai apoi prin Wigry după care se intersectează cu câmpia Augustowska. De la izvor la gura de vărsare în Wigry, nivelul apei râului Czarna Hańcza scăde, carecteristică tipică râurilor de munte. 
Are o albie îngustă și puțin adâncă dar un curent rapid. În cadrul câmpiei Augustowska, râul traversează o sandră de nisip, apoi șerpuiește printr-o pădure, iar la câțiva kilometri în afara satului Rygol trece granița cu Belarus. Din acest loc, râul este canalizat și inclus în sistemul de canale Augustowski, construit între anii 1824 - 1839 și legat de bazinul Vistulei și al Nemanului prin lacurile Necko, Białe, Studziennicze și Mikaszewo.
În prezent, Czarna Hańcza este una dintre cele mai populare rute turistice pentru canoe din Polonia, cu numeroase porturi de agrement și zone de campare. 
Zona era  foarte cunoscută în trecut pentru plantațiile numeroase de tutun, dintre care doar câteva mai există și astăzi.